# Mesoprionus consimilis
Mesoprionus consimilis es una especie de escarabajo longicornio del género Mesoprionus, categorizada en la tribu Prionini, de la subfamilia Prioninae. Fue descrita por Holzschuh en 1981.
El período de actividad en ejemplares adultos se presenta regularmente en el mes de julio.

## Descripción
Mide 28-48 mm de longitud.

## Distribución
Se distribuye por Asia, en Irán.